# Acanthoscurria sternalis
Acanthoscurria sternalis là một loài nhện trong họ Theraphosidae.
Loài này thuộc chi Acanthoscurria. Acanthoscurria sternalis được Mary Agard Pocock miêu tả năm 1903.